# Sons of Butcher (album)
Sons of Butcher – debiutancki album studyjny kanadyjskiego zespołu heavymetalowego Sons of Butcher, wydany 8 listopada 2005 roku.

## Lista utworów
1. „Decapitation” – 0:16
2. „Love in the Raw” – 2:19
3. „Cherry Thief” – 1:58
4. „(Dream) Girl Dream (Lady)” – 1:37
5. „Fuck the Shit” – 0:53
6. „In Thru The Outhole” – 1:55
7. „I Hate Girlfriends” – 2:18
8. „Pump Me Up” – 2:27
9. „Punch That Face” – 1:39
10. „Rockload” – 2:12
11. „We Fuckin' Rule” – 2:27
12. „Prayers” – 0:41